# الثقافة (مجلة)
مجلة الثقافة هي مجلة ثقافية وأدبية شهرية بالعربية كانت متداولة بين عامي 1939 و1953 في القاهرة، بمصر. أسس المجلة أحمد أمين، الذي تولى تحريرها أثناء حياته.

## التاريخ والملف الشخصي
صدرت مجلة الثقافة في عام 1939 واستمرت في النشر شهريًّا حتى عام 1953.   طُبعَت المجلة على ورق بحجم A4 وكان يتكون العدد من 65 صفحة. وكان مؤسس المجلة ورئيس تحريرها الوحيد أحمد أمين. كانت مجلة الثقافة من بين المطبوعات التي دعمت الثقافة العربية الإسلامية في مصر. ونشرت أعمالًا أدبية ومقالات ثقافية وترجمات من التركية والفارسية والإنجليزية والفرنسية والهندية ومراجعات الكتب.
وفي أربعينيات القرن العشرين، كان أحد المساهمين هو محمد عبد الباري الذي نشر مقالات حول الأبعاد السياسية للثقافة.